# Allgemeine Rechtsgrundsätze
Allgemeine Rechtsgrundsätze sind eine Rechtsquelle des Völkerrechts. Sie bestehen aus den rechtlichen Normen und Prinzipien, die in allen innerstaatlichen Rechtsordnungen anerkannt sind und die sich auf die Ebene des Völkerrechts übertragen lassen.

## Statut des Internationalen Gerichtshofs
Art. 38 Abs. 1 des Statuts des Internationalen Gerichtshofs (IGH-Statut) nennt „die von den Kulturvölkern anerkannten allgemeinen Rechtsgrundsätze“ neben den völkerrechtlichen Verträgen und dem Völkergewohnheitsrecht als diejenigen Rechtsquellen, die der Internationale Gerichtshof im Rahmen seiner Zuständigkeit bei seinen völkerrechtlichen Entscheidungen anwendet.

### Rechtsgrundsatz
Zunächst muss es sich um einen Rechtsgrundsatz handeln, der in den innerstaatlichen Rechtsordnungen angewendet oder zumindest anerkannt wird. Dies unterscheidet die allgemeinen Rechtsgrundsätze von den allgemeinen Regeln des Völkergewohnheitsrechts, die auf der zwischenstaatlichen Ebene entstehen.

### Von den Kulturvölkern anerkannt
Art. 38 Abs. 1 lit. c) IGH-Statut verwendet die Formulierung: „die von den Kulturvölkern anerkannten allgemeinen Rechtsgrundsätze“. Der Begriff der „Kulturvölker“ entstammt der Kolonialzeit, in der zwischen „Kulturvölkern“ und „unzivilisierten“ Völkern unterschieden wurde. Diese Abgrenzung wird heute im Völkerrecht nicht mehr vorgenommen, stattdessen umfasst der Begriff heute nach überwiegender Auffassung alle Mitglieder der Vereinten Nationen.
Eine gewisse Bedeutung hat der Begriff nur noch insoweit, als man zur Feststellung von allgemeinen Rechtsgrundsätzen häufig auf die verschiedenen Rechtskreise verweist.

### Anwendbarkeit im Völkerrecht
Schließlich muss der Rechtsgrundsatz seinem Inhalt nach auf die Völkerrechtsordnung anwendbar sein. Da im Völkerrecht der Grundsatz der Gleichheit der Staaten herrscht, stammen die meisten der allgemeinen Rechtsgrundsätze aus dem Privatrecht. Grundsätze aus dem Öffentlichen Recht, das vor allem das Verhältnis des Staates zu den Bürgern bestimmt, können oft bereits wegen der verschiedenen politischen Systeme der Staaten nicht als allgemeine Rechtsgrundsätze angesehen werden.

## Deutsches Verfassungsrecht
Die allgemeinen Rechtsgrundsätze gehören zu den allgemeinen Regeln des Völkerrechts im Sinne der Völkerrechtsklausel in Art. 25 des Grundgesetzes. Sie sind Bestandteil des Bundesrechtes und gehen den Gesetzen vor.

## Beispiele
Beispiele für allgemeine Rechtsgrundsätze im Völkerrecht sind:
- Pacta sunt servanda (Verträge sind einzuhalten)
- Lex specialis derogat legi generali (das speziellere Gesetz geht dem allgemeineren Gesetz vor)
- Lex posterior derogat legi priori (ein späteres Gesetz geht einem vorherigen vor)
- Venire contra factum proprium (Zuwiderhandlung gegen das eigene frühere Verhalten)
- Der Grundsatz von Treu und Glauben